# Kana Uemura
Pour les articles homonymes, voir Uemura.
Kana Uemura (植村 花菜, Uemura Kana), née le 4 janvier 1983 à Kawanishi (Hyōgo), est une chanteuse japonaise. Elle se fait connaître avec sa chanson Toilet no Kamisama, une balade sur sa grand-mère, qui est single numéro un au Japon le 10 janvier 2011.

## Biographie
Uemura se tourne vers la musique, après avoir vu Julie Andrews dans le film La Mélodie du bonheur. En 2002, elle commence à apprendre la guitare, à écrire ses propres chansons et à faire des spectacles de rue.

## Discographie
Albums studios
- 2006 : Itsumo Waratte Irareru Yō ni (いつも笑っていられるように, Alors je peux toujours rire?)
- 2007 : Shiawase no Hako o Hiraku Kagi (しあわせの箱を開くカギ, La Clé pour ouvrir la Boîte du Bonheur?)
- 2007 : Ai to Taiyō (愛と太陽, Amour et Soleil?)

EPs
- 2004 : Kana (花菜, Kana?)
- 2009 : Haru no Sora (春の空, Ciel de printemps?)
- 2010 : Watashi no Kakera-tachi (わたしのかけらたち, Mes pièces?)

Singles
- 2005 : Taisetsu na Hito (大切な人, Important?)
- 2005 : Milk Tea (ミルクティ, Thé au lait?)
- 2005 : Kiseki/Koi no Mahō (キセキ/恋の魔法, Miracle/La Magie de l'Amour?)
- 2006 : Yasashisa ni Tsutsumareta Nara (やさしさに包まれたなら, Si vous vous enveloppez de gentillesse?) (reprise de Yumi Matsutoya)
- 2006 : Kami Hikōki (紙ヒコーキ, Avion en papier?)
- 2006 : Hikari to Kage (光と影, Ombre et lumière?)
- 2007 : Only You
- 2007 : Anata no Sono Egao wa Ii Hint ni Naru (あなたのその笑顔はいいヒントになる, Ton visage est un bon indice?)
- 2008 : Shalala (シャララ?)
- 2009 : Bless/Haru ni Shite Kimi o Omou (Bless/春にして君を想う, Merci/Je pense à toi au printemps?)
- 2010 : Toilet no Kamisama (トイレの神様, La Divinité dans les Toilettes?)
- 2011 : Messēji (メッセージ, Message?) (générique du film Majikku tsurî hausu)

## Source de la traduction
- (en) Cet article est partiellement ou en totalité issu de l’article de Wikipédia en anglais intitulé « Kana Uemura » (voir la liste des auteurs).